# Roman Yampolskiy
Roman Vladimirovici Yampolskiy (în rusă Роман Владимирович Ямпольский; n. 13 august 1979, Letonia) este un informatician rus de la Universitatea din Louisville, cunoscut pentru munca sa privind biometria comportamentală, securitatea lumilor cibernetice și siguranța privind inteligența artificială. Este Philosophiæ doctor al Universității din Buffalo (2008). În prezent, este directorul Laboratorului de securitate cibernetică al departamentului de inginerie informatică și de informatică de la Speed School of Engineering.
Yampolskiy este autorul a cca. 100 de publicații, incluzând numeroase cărți.

## Siguranța IA
Yampolskiy a avertizat cu privire la posibilitatea unui risc existențial cauzat de inteligența artificială avansată și a susținut cercetarea inteligenței artificiale „de tip cutie”. Mai mult, Yampolskiy și colaboratorul său, Michaël Trazzi, au propus introducerea „călcâielor lui Ahile” în IA potențial periculoasă, de exemplu prin interzicerea accesului unei IA și interzicerea modificării propriului cod sursă. O altă propunere este de a aplica o „mentalitate de securitate” a siguranței IA, care detaliază rezultatele potențiale pentru a evalua mai bine mecanismele de siguranță propuse.

## Intelectologie
În 2015, Yampolskiy a lansat intelectologia, un nou domeniu de studiu fondat pentru a analiza formele și limitele inteligenței. Yampolskiy consideră că IA este un sub-domeniu al acestui domeniu. Un exemplu de intelectologie a lui Yampolskiy este o încercare de a determina relația dintre diferitele tipuri de minți și spațiul de distracție accesibil, adică spațiul activităților care nu sunt plictisitoare.

## Cărți
- Artificial Superintelligence: a Futuristic Approach. -- Superinteligența artificială: o abordare futuristă. Chapman și Hall / CRC Press (Taylor & Francis Group), 2015 ,ISBN: 978-1482234435 .
- Game Strategy: a Novel Behavioral Biometric. -- Strategia jocului: o biometrică comportamentală nouă. Independent University Press, 2009 ,ISBN: 0-578-03685-1
- Computer Security: from Passwords to Behavioral Biometrics. -- Securitatea computerului: de la parole la biometrie comportamentală. New Academic Publishing, 2008 ,ISBN: 0-6152-1818-0
- Feature Extraction Approaches for Optical Character Recognition. -- Abordări de extragere a caracteristicilor pentru recunoașterea optică a caracterelor. Briviba Scientific Press, 2007 ,ISBN: 0-6151-5511-1

## Vezi și
- Eliezer Yudkowsky